# Дирекция на общините и обществените грижи
Дирекцията на общините и обществените грижи е държавна институция в България, учредена като „Дирекция на администрацията“ (1940–1941), която през 1942 г. се преименува в „Дирекция на общините и обществените грижи“ при Министерството на вътрешните работи и народното здраве.
До създаването функциите ѝ се изпълняват от Отдел за обществените грижи (1940), към който действат служби за обществени бедствия и подпомагане на войнишките и многодетните семейства.